# Heinz Schilling (Physiker)
Heinz Schilling (* 4. Juli 1929 in Leipzig; † 11. März 2018 in Plauen) war ein deutscher theoretischer Physiker.

## Leben
Nach dem Abschluss seiner Dissertation im Jahr 1957 war Heinz Schilling ab 1960 als Dozent an der Technischen Hochschule Magdeburg tätig. Dort habilitierte er sich 1962 auch und wurde 1966 zum Professor für theoretische Physik berufen. Von 1968 bis 1990 war er Mitarbeiter an der Akademie der Wissenschaften der DDR und verfasste mehrere physikalische Beispiel- und Aufgabensammlungen. Im Jahr 1990 kehrte er an die TU Magdeburg zurück.

## Schriften (Auswahl)
Schilling und Hajko waren die Herausgeber der Reihe "Physik in Beispielen"
- Vladimir Hajko, Heinz Schilling: Physik in Beispielen (= Physik in Beispielen). 2. Auflage. VEB Fachbuchverlag Leipzig, 1971.
- Vladimir Hajko: Mechanik und Wärmelehre (= Physik in Beispielen). Verlag Harri Deutsch, Zürich ; Frankfurt/Main ; Thun 1977, ISBN 3-87144-227-5.
- Heinz Schilling, Vladimir Hajko: Elektrik–Optik–Quantentheorie (= Physik in Beispielen). Verlag Harri Deutsch, Thun und Frankfurt/M. 1977, ISBN 3-87144-228-3.
- Heinz Schilling: Elektromagnetische Felder und Wellen (= Physik in Beispielen). 1. Auflage. VEB Fachbuchverlag Leipzig (Verlag Harri Deutsch), Zürich ; Frankfurt/Main 1974.
- Heinz Schilling: Statistische Physik in Beispielen (= Physik in Beispielen). VEB Fachbuchverlag Leipzig, 1972.
- Heinz Schilling: Festkörperphysik (= Physik in Beispielen). 1. Auflage. VEB Fachbuchverlag Leipzig, 1976.
- Rolf Ritter, Dan Joan Tasca: Fluidmechanik in Theorie und Praxis (= Physik in Beispielen). Verlag Harri Deutsch, 1979, ISBN 3-87144-515-0.
  - Das Buch ist nicht von H. S. oder V. H. jedoch Teil der Serie
- Heinz Schilling: Optik und Spektroskopie (= Physik in Beispielen). VEB Fachbuchverlag Leipzig, 1980, ISBN 3-87144-496-0.
- Heinz Schilling: Wärme und Energie (= Physik in Beispielen). VEB Fachbuchverlag Leipzig (Verlag Harri Deutsch), Thun und Frankfurt/M. 1984, ISBN 3-87144-688-2.